# 岩倉和憲
岩倉和憲，日本男性動畫師、人物設計師。動畫公司J.C.STAFF所屬。
岩倉以擔任人物設計師在動畫業界聞名，並精巧於戰鬥場面和機械的畫工。另外還多次擔任用於廣告宣傳的pinup插圖而為人熟知。
他擅長使用沾水筆描繪細線，並以角色的身高平均為特徵。

## 主要參加作品

### 電視動畫
- 熱血最強哥修羅（1993年，作畫監督）
- 龍虎之拳（1993年，人物設定、總作畫監督）
- SAMURAI SPIRITS ～破天降魔之章～（1994年，人物設定、總作畫監督）
- 獸戰士Gulkeeva（日语：獣戦士ガルキーバ）（1995年，作畫監督）
- 十二生肖爆烈戰士（1995年，原畫）
- 少女革命（1997年，原畫）
- BURN-UP EXCESS（1997年，機械設定）
- （1998年，後期ED、作畫監督、作監補、原畫）
- （1999年，OP1&ED2分鏡&演出&作畫、原畫）
- 力石戰士（1999年，原畫）
- 宇宙戰艦山本洋子（1999年－2000年，原畫、OP原畫）
- （2000年，原畫）
- 迷糊女戰士（2000年，原畫）
- 魔法戰士李維（2001年，人物設定、總作畫監督、OP&ED作畫監督）
- 青出於藍（2002年，人物設定）
- 高機動幻想 ～嶄新之行軍歌～（日语：ガンパレード・マーチ 〜新たなる行軍歌〜）（2003年，機械設定、機械設定總作畫監督、作畫監督、機械作畫監督、作監補佐、原畫）
- 真月譚 月姬（2003年，原畫）
- 青出於藍 ～緣～（2003年，人物設定、OP&ED作畫監督）
- 光與水的女神 -DAPHNE IN THE BRILLIANT BLUE-（2004年，人物設定、作畫監督、OP作畫監督）
- LOVELESS（2005年，人物設定、作畫監督）
- 灼眼的夏娜（2005年，OP原畫）
- 後天的方向。（2006年、作畫監督、原畫）
- 冬季花園（2006年，原畫）
- 天翔少女（2007年，人物設定、OP作畫監督）
- 君吻 pure rouge（2007年，人物設定、作畫監督）
- 隱王（2008年，人物設定、作畫監督、OP作畫監督）
- 魔法禁書目錄（2008年，原畫）
- 虎與龍（2008年，總作畫監督、作畫監督）
- 初戀限定。（2009年，原畫）
- 青之花（2009年，總作畫監督補佐、作畫監督）
- 科學超電磁砲（2009年，作畫監督）
- 無法掙脫的背叛（2010年，作畫監督）
- （2010年，OP原畫）
- （2011年，人物設定、總作畫監督、作畫監督、OP&ED作畫監督）
- 灼眼的夏娜III -FINAL-（2011年，OP原畫）
- 校園剋星（2012年，作畫監督、OP原畫）
- 櫻花莊的寵物女孩（2012年，OP原畫）
- 科學超電磁砲S（2013年，OP原畫）
- 校園剋星 ～Refrain～（2013年，總作畫監督、作畫監督）
- 修業魔女璐璐萌（2014年，人物設定、總作畫監督、OP&ED作畫監督）
- 在地下城尋求邂逅是否搞錯了什麼（2015年，作畫監督、原畫）
- 重裝武器（2015年，銃器作畫監督、機械&效果作畫監督）
- 愛麗絲與藏六（2017年，人物設定、OP作畫監督）
- 梵諦岡奇蹟調查官（2017年，人物設定）
- 行星與共（2018年，動畫人物設定[1]、總作畫監督、作畫監督）

### OVA
- 瓦特·波與我們的物語（日语：ワット・ポーとぼくらのお話）（1988年，動畫）
- （1990年，機械設定）
- 信箱中的明天（日语：ポストの中の明日）（1990年，動畫）
- 滅絕的島（日语：絶滅の島）（1991年，動畫檢查）
- 銀河英雄傳說（1991年－1992年，原畫、動畫）
- 破妖之劍 漆黑的魔性（日语：破妖の剣）（1993年，原畫）
- 閃電霹靂車ZERO（1994年－1995年，作監補佐、作監協力、原畫）
- 淫獸女教師（1995年，原畫）[注 1]
- 神秘的世界（1995年，原畫）
- 世紀末★達令（日语：世紀末★ダーリン）（1996年，人物設定、作畫監督）
- 鬥神傳（日语：闘神伝）（1996年，原畫）
- 超人學園 THE VOLTAGE FIGHTERS（日语：超人学園ゴウカイザー）（1996年，作畫監督）
- 新破裏拳旋風俠（日语：破裏拳ポリマー）（1996年，原畫）
- 爆笑吸血鬼（1996年，原畫）
- （1998年，原畫）
- 校園外星人（2001年－2002年，生物造型設計、分鏡、演出、作畫監督、原畫）
- 天翔少女（2006年，人物設定、作畫監督、原畫）
- 校園剋星EX（2014年，總作畫監督）

### 電影動畫
- 銀河英雄傳說 黃金之翼（1992年，機械設定、原畫）
- 銀河英雄傳說 新戰爭的序曲（1993年，作畫監督補佐、原畫）
- （1993年，原畫）
- （1996年，原畫）
- 少女革命 ～思春期默示錄（1999年，原畫）
- 數碼寶貝大冒險：我們的戰爭遊戲！（2000年，原畫）
- 小魔女DoReMi ♯ 願望之花（2000年，原畫）
- 劇場版 魔法禁書目錄：恩底彌翁的奇蹟（2013年，作畫監督）

### 遊戲
- 秀逗魔導士 Royal（1997年，人物設定、作畫監督、遊戲畫面原畫）
- Shining Force EXA（日语：シャイニング・フォース イクサ）（2007年，OP原畫）

## 腳註

### 來源
1. ↑  .   [2018-03-23]. （原始内容存档于2018-03-23） （日语）.